# テオドール・ジェリコー

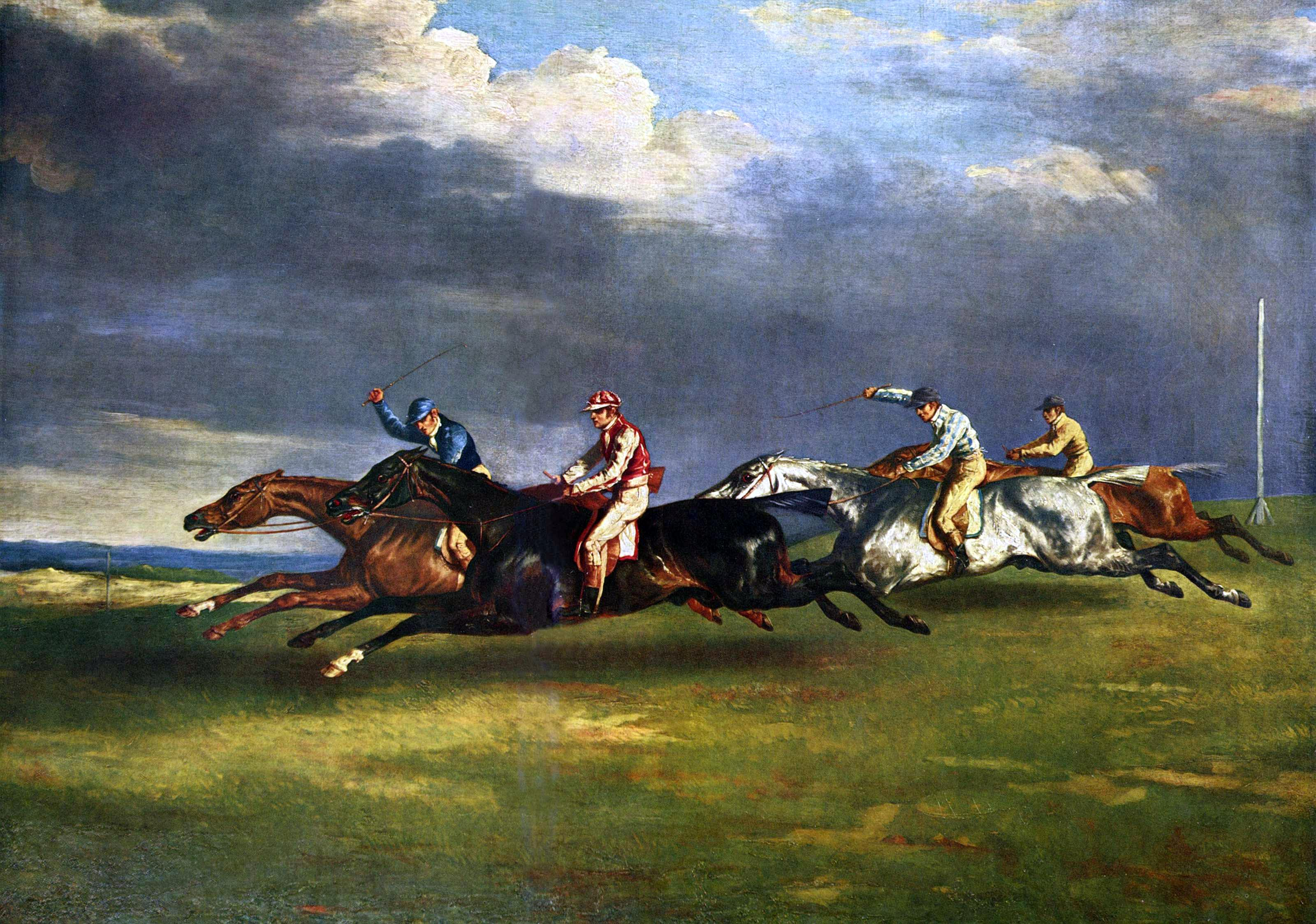
エプソムの競馬

テオドール・ジェリコー（Théodore Géricault、1791年9月26日 - 1824年1月26日）は、19世紀前半に活動したフランスの画家。同時代に起きた生々しい事件を題材とした『メデューズ号の筏』が代表作である。ジェリコーの作品はドラクロワなどにも影響を与え、ロマン派絵画の先駆者と見なされる。32歳で没した。

## 生涯

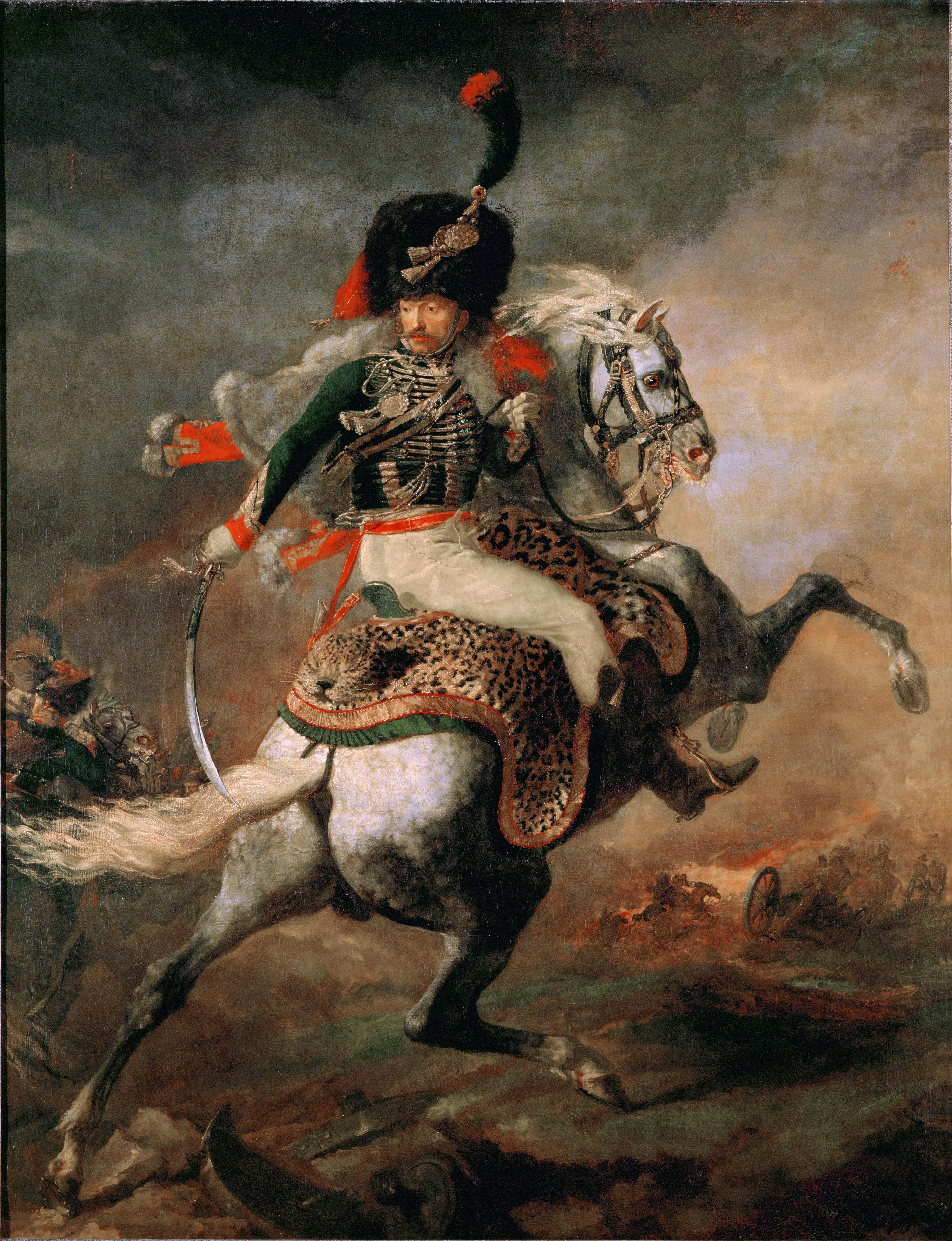
突撃する近衛猟騎兵士官

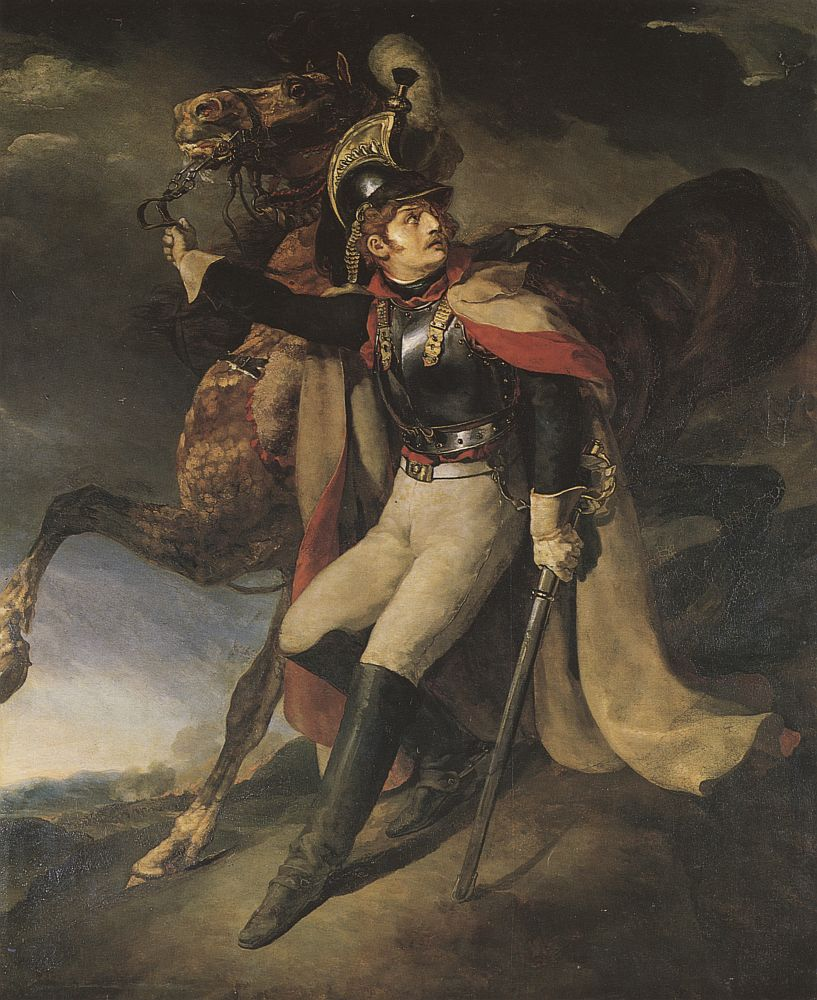
戦場から去る負傷した胸甲騎兵士官

ジェリコーの作風は、古典主義を基本にしたものだが生来神話画や宗教画を好まず、現実社会の描写に深い関心を示した。生と死が隣り合わせの極限状態における人間の姿を描いた『メデューズ号の筏』をはじめとするジェリコーの作品は人間存在の本質に迫り、徹底した写実を追求した。こうしたジェリコーの仕事はドラクロワらのロマン主義、クールベらの写実主義など、19世紀ヨーロッパの主要な絵画運動の先駆的存在と位置付けられる。馬などを題材にして、激しい動きの一瞬を描きとめた作品には印象派などの近代絵画を先取りした部分も見られる。
ジェリコーは、1791年、北フランスはルーアンの裕福な中産階級の不動産業者の家庭に生まれ、1796年頃に家族とともにパリに移住した。資産家で弁護士でもあったジェリコーの父親は、息子が画家以外の安定した仕事に就くことを望んだが、ジェリコーは絵画への情熱を捨てきれず、1808年、画家カルル・ヴェルネに弟子入りした。画家としてのジェリコーは古代の神話や聖書の物語よりも身の回りの現実を描くことに関心を示した。特に馬に対する関心は並々ならぬものがあり、生涯にわたって馬を題材にした作品を多く残している。師のヴェルネは馬や騎馬人物像の画家として当時の第一人者と言われた人物であったが、ジェリコーは師の描く馬は単なるきれいごとであり、動物としての躍動感に欠けていると感じていた。ヴェルネのもとを去ったジェリコーは、1810年から1811年にかけて画家ピエール＝ナルシス・ゲランに師事する。ゲランはナポレオンの肖像画で有名な新古典主義の巨匠ジャック＝ルイ・ダヴィッドの流れを汲む大家であったが、ジェリコーはこの師にも満足せず、ルーヴル美術館に通って、ティツィアーノ・ヴェチェッリオ、ピーテル・パウル・ルーベンスら過去の巨匠たちの作品を師とするようになった。
1812年、21歳のジェリコーは『突撃する近衛猟騎兵士官』をサロン（官展）に出品し金賞を得た。この作品は激しい動きを見せる馬に乗った士官が振り向きざまに号令をかける一瞬を描いたもので、馬が主要なモチーフとなっている。続いて1814年、『戦場から去る負傷した胸甲騎兵士官』を出品した。ジェリコーが正式に出品した作品はこの2点と『メデューズ号の筏』の計3点だけである。
当時のフランスはナポレオンが退けられ、ルイ18世が即位して王政復古が行われるなど波乱の時代であった。ジェリコーもこの時期、自ら近衛騎兵に志願したこともあったが、ナポレオンが復活してルイ18世が亡命するに及び、再び画業に戻った。
ジェリコーは1816年から1817年にはイタリアに滞在し、過去の巨匠の作品に学んだが、なかでもミケランジェロのダイナミックな人物表現に影響を受けた。ジェリコーの馬に対する執心は続いており、ローマにおいてもカーニバルの裸馬の競走を題材にした作品を描いている。
フランスへ帰国後、1819年のサロンに問題作『メデューズ号の筏』を出品し、賛否両論を巻き起こした（この作品については後述）。1820年から1822年にはイギリスに滞在し、1821年には代表作の一つ『エプソムの競馬』を描いている。駆ける馬の一瞬の姿を画面に描きとめたこの作品は、印象派のエドガー・ドガを先取りするものと評されている。フランスへ帰国後、1822年から1823年にかけて友人で精神病理学の研究者エティエンヌ・ジャン・ジョルジェにサルペトリエール病院の10人の精神障害者をモデルとした人物画連作を依頼され描いている。

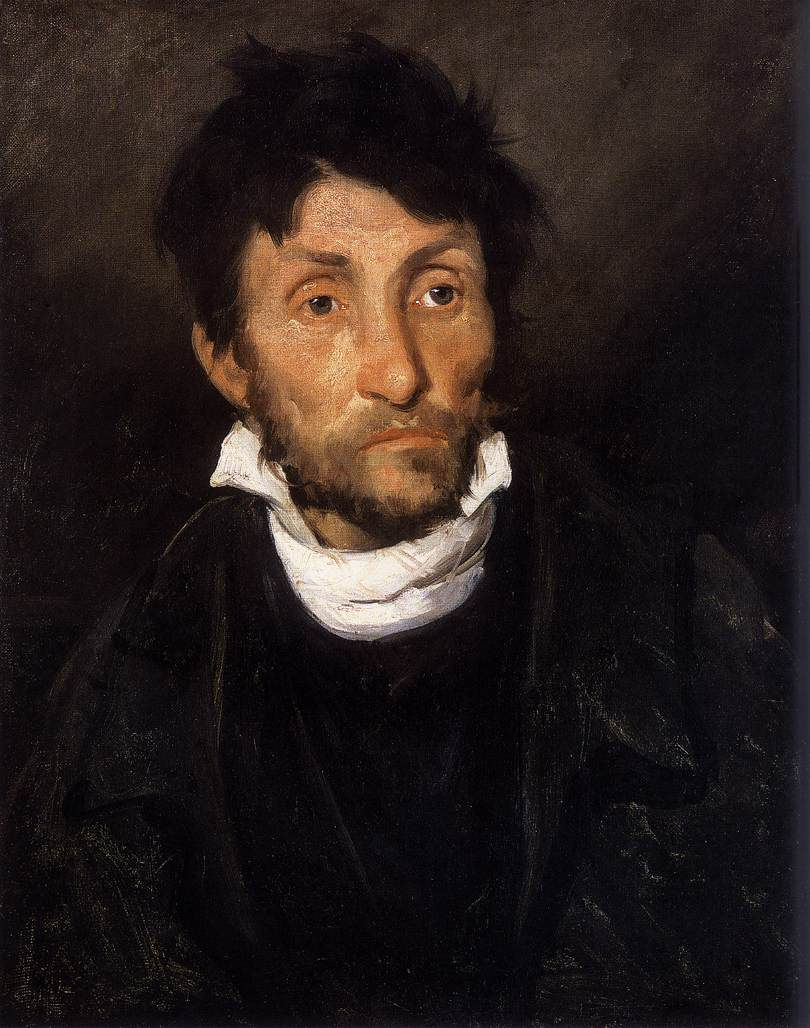
「窃盗偏執病者（英語版）（窃盗症）」、1822
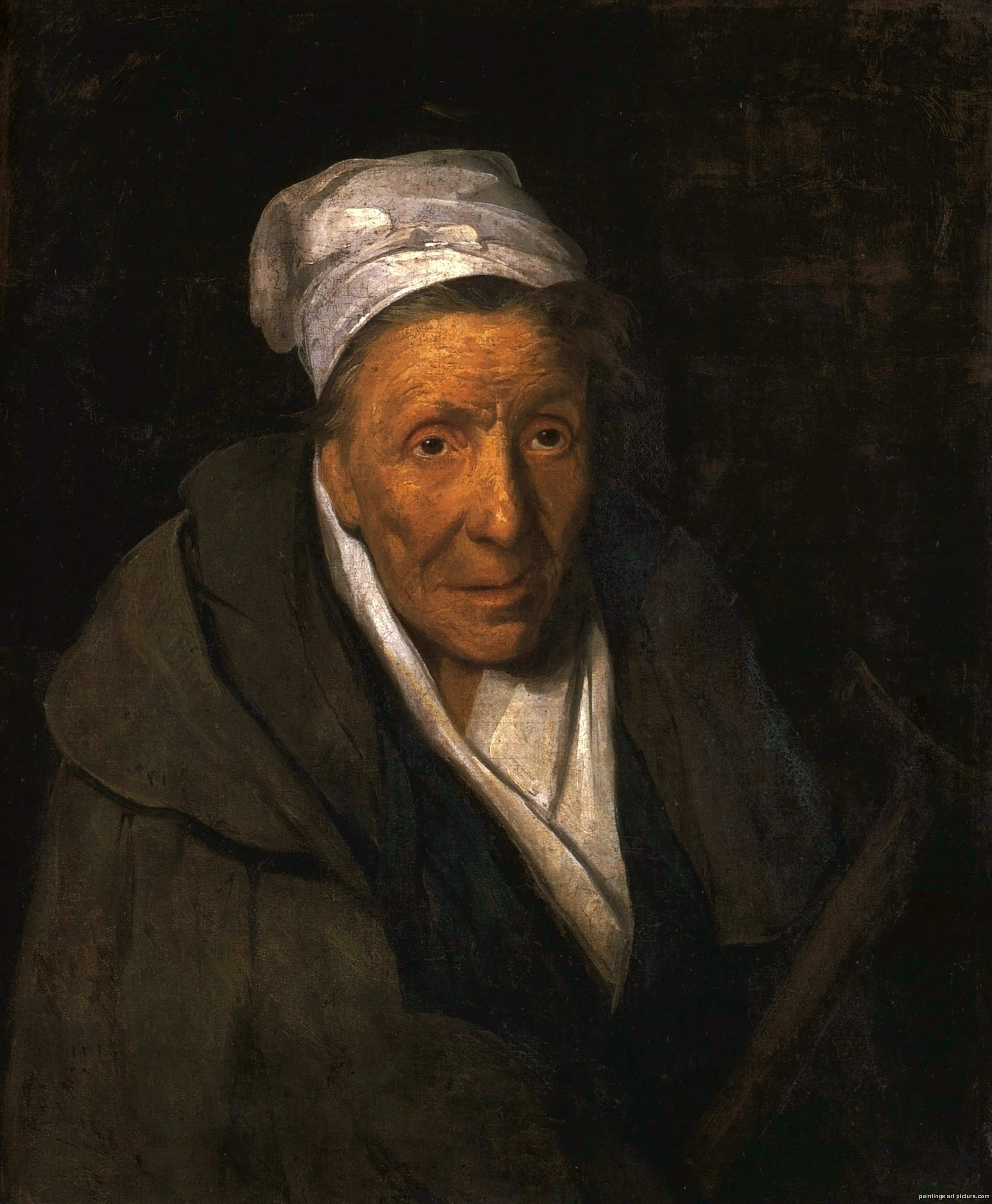
「賭博偏執病者（英語版）（ギャンブル依存症）」、 1822
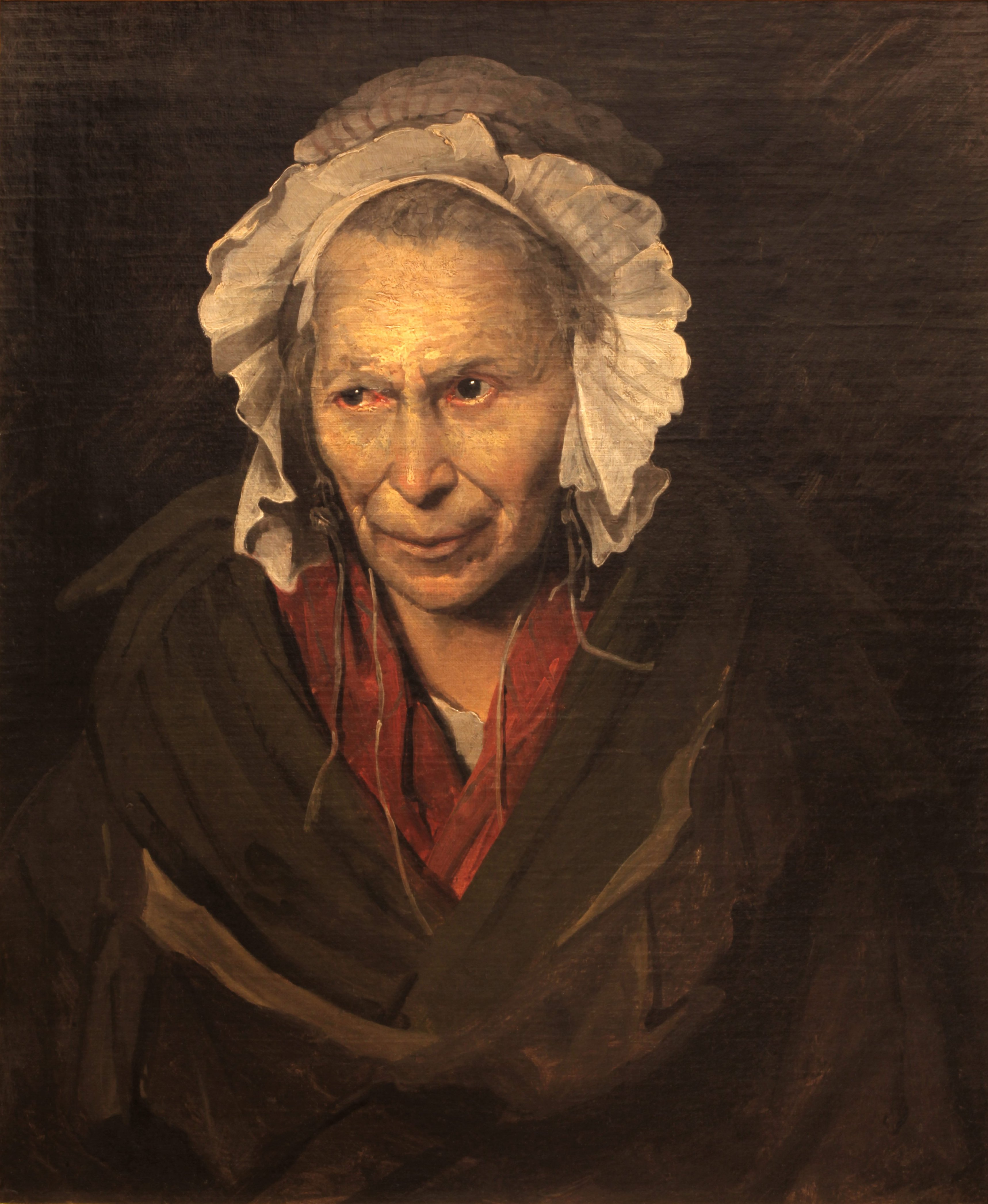
「ねたみ偏執病者（英語版）（偏執症）」 、 1822
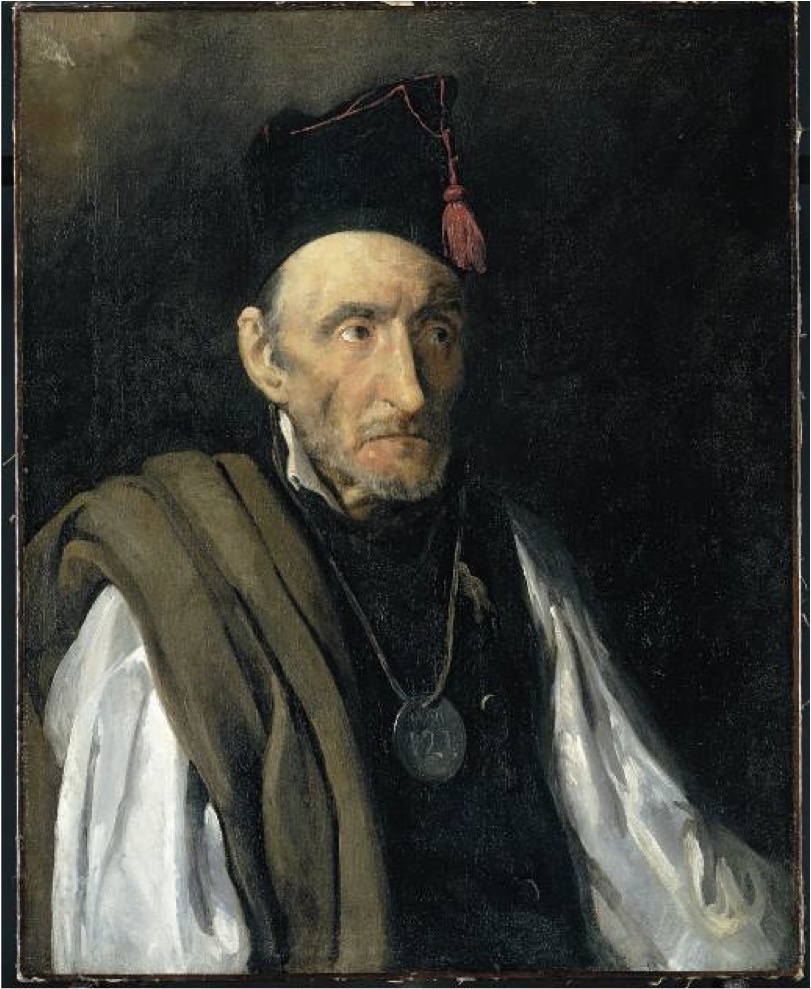
「軍隊命令偏執狂」、1822
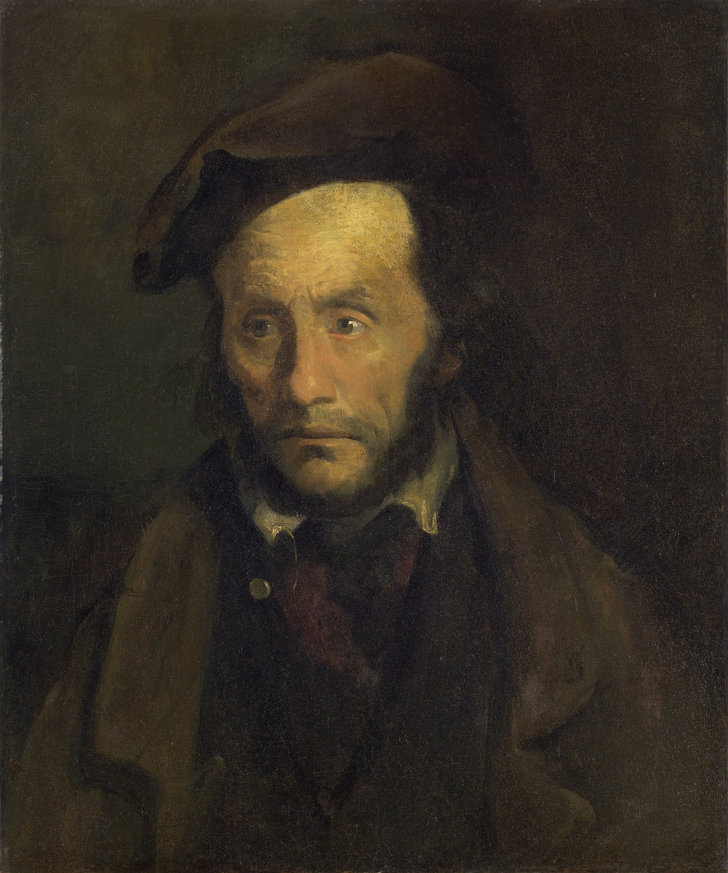
「幼児誘拐偏執狂」 1822–1823
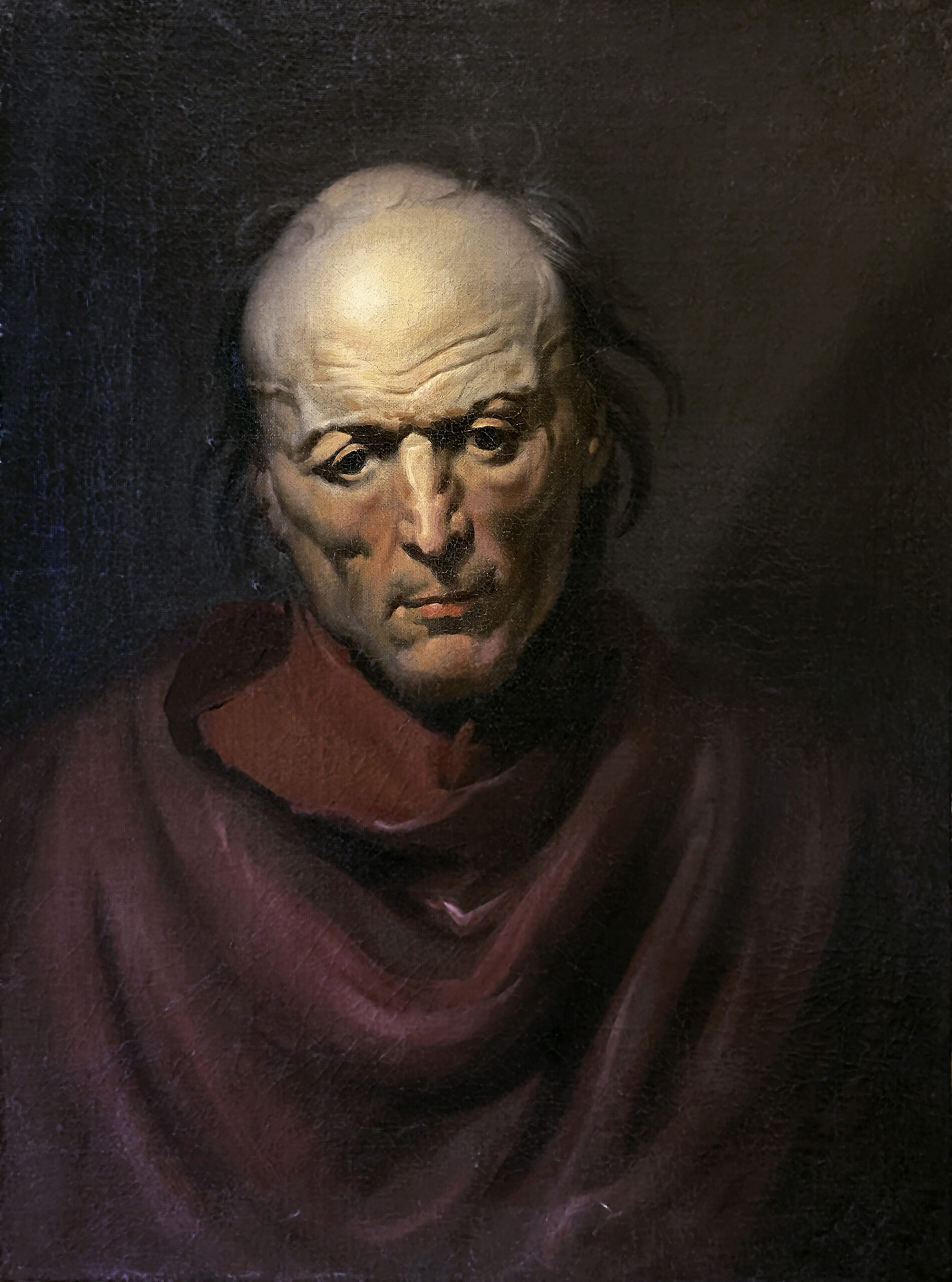
「The Melancholic Man（英語版）（うつ病）」

だが、1823年には落馬や馬車の事故などがもとで持病の脊椎結核が悪化し、1824年1月に死去した。死の間際に発したジェリコーの言葉は「まだ、何もしていない」だったと言う。

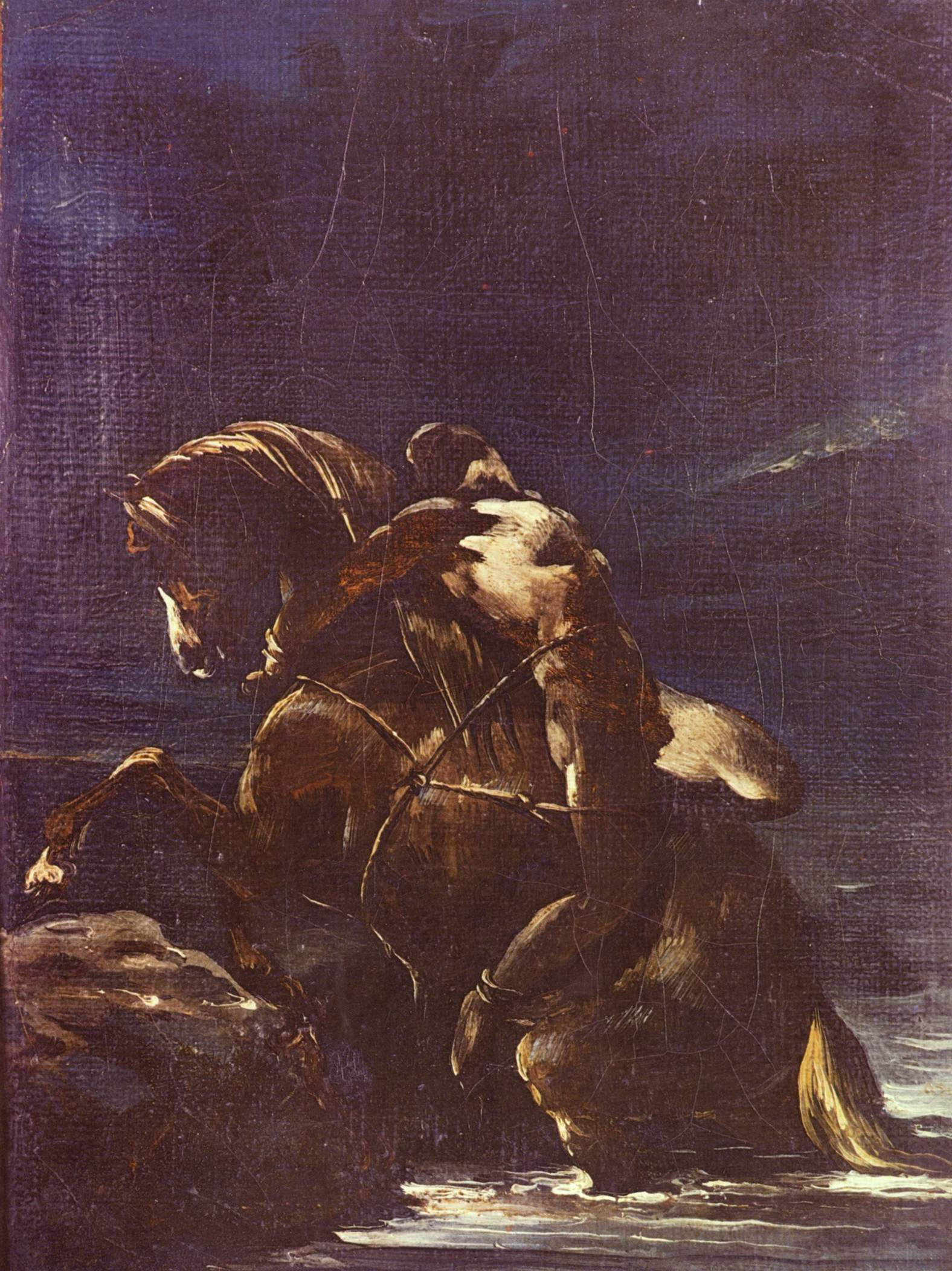
ジェリコー画「マゼッパ」（1823年）。バイロンの詩『マゼッパ（詩）』に基づく

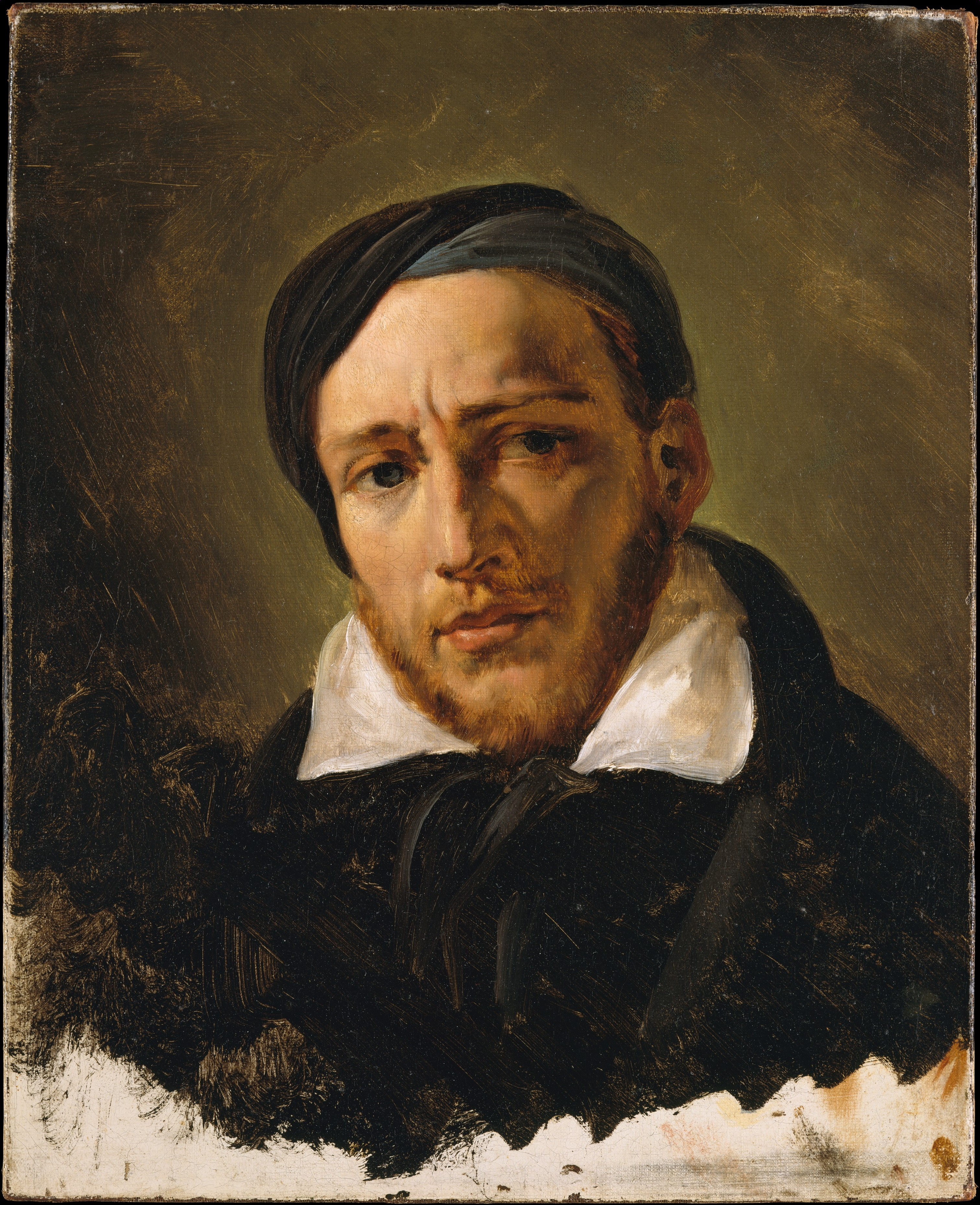
オラース・ヴェルネによるジェリコーの肖像画（1822年～1823年）

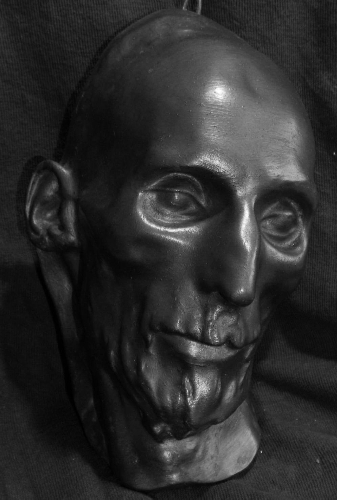
ジェリコーのデスマスク

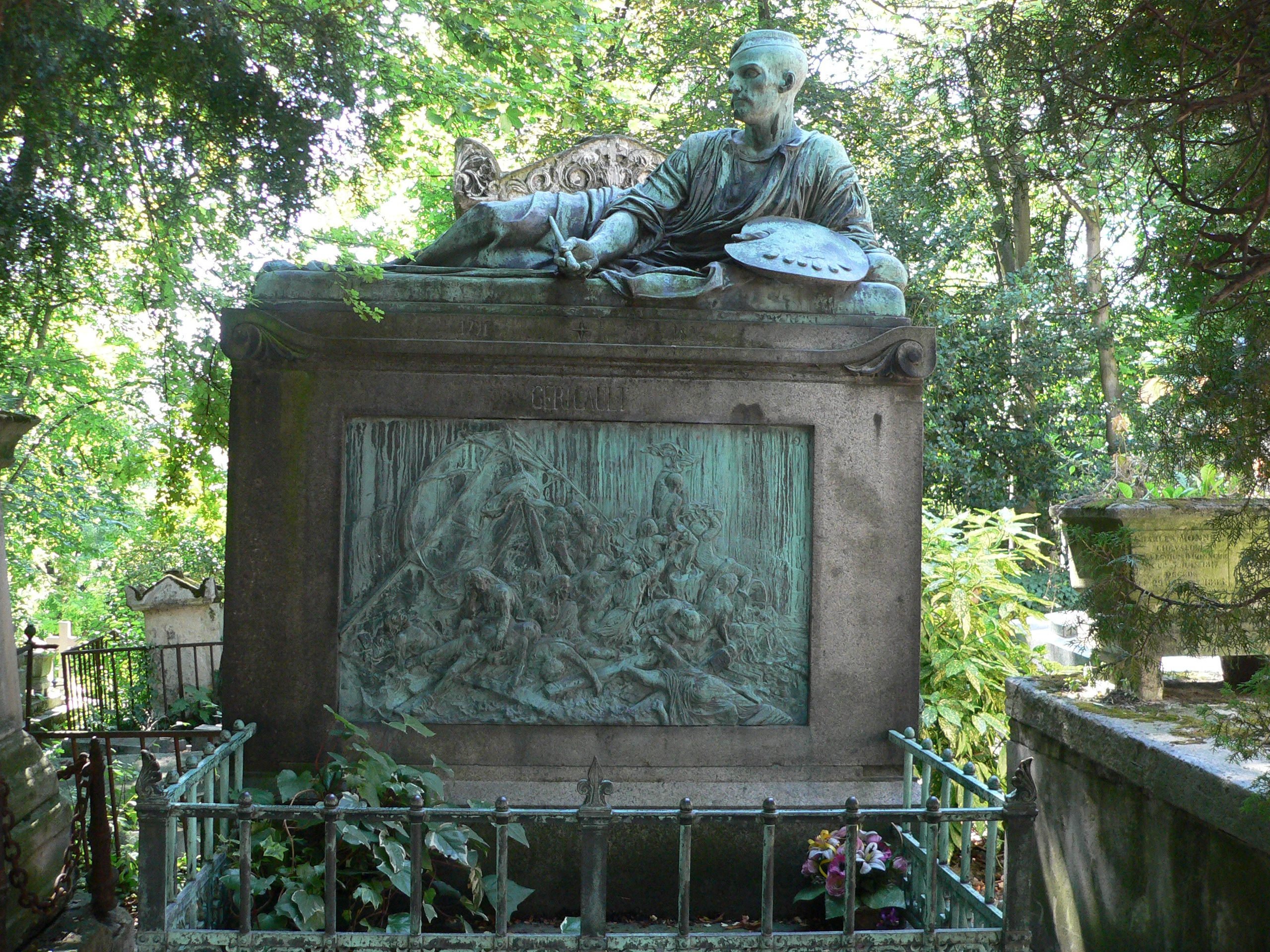
ペール・ラシェーズ墓地のアントワーヌ・エテックスによる彫刻の墓

### 代表作品メデューズ号の筏

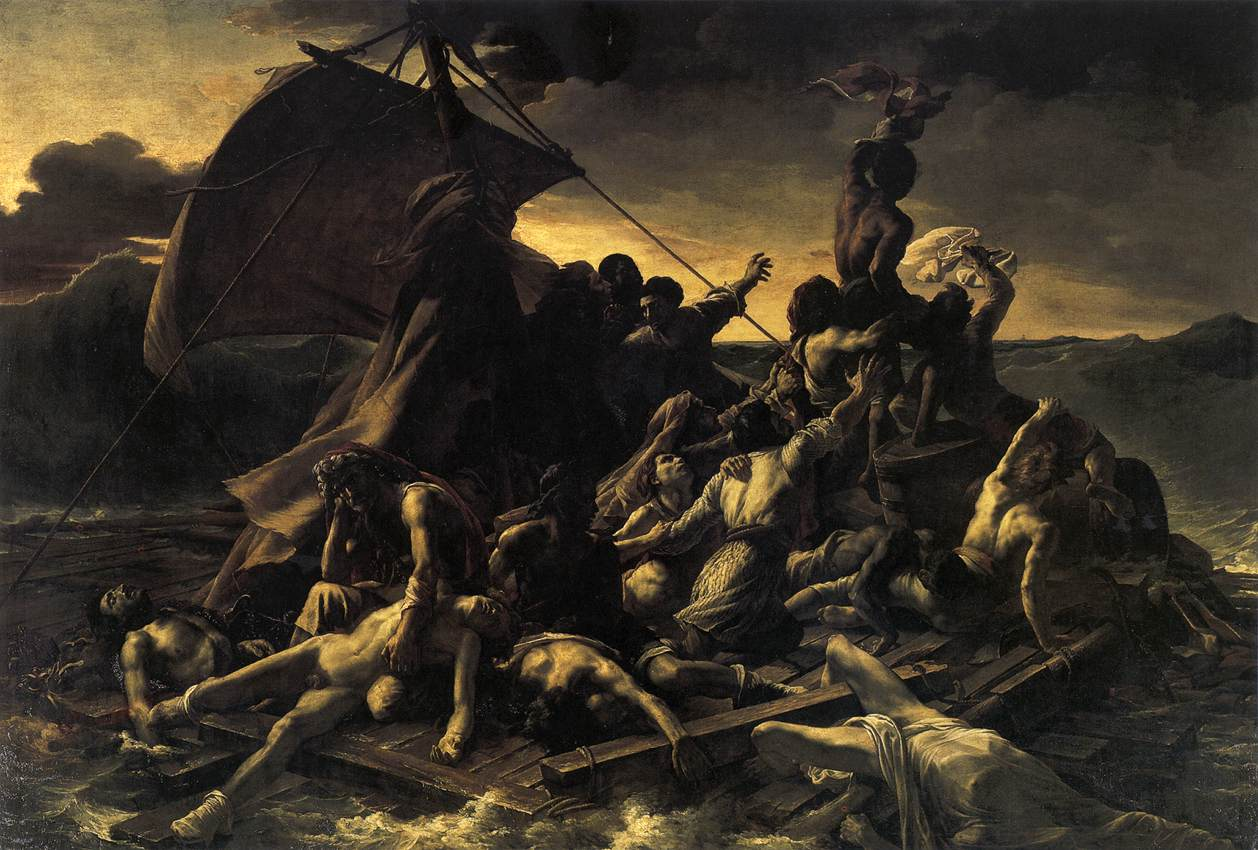
メデューズ号の筏

ジェリコーの代表作品。この作品はサロンに発表するわずか3年前に実際に起きた事件を題材にした絵画である。
1816年、フランスの新植民地となったアフリカ西海岸のセネガルをめざしていたフリゲート艦メデューズ号がモロッコ沖で座礁するという事件が起こる。離礁することが出来なかったため、乗客は備え付けの救命ボートで避難しようとしたが、乗れる人数が限られており、乗客全員を乗せることは不可能であった。そのため、破損したメデューズ号の用材をロープでつなぎ合わせて臨時の筏を造り、救命ボートに乗りきれなかった149名を乗り移らせた。
最初は救命ボートが筏を牽引していたが、漂流初日に悪天候に見舞われ、救命ボート自体の航行も危うくなると、ボートの乗組員が筏をつないでいたロープを切断してしまい、牽引船と保存食を失った筏はあてもなく荒海をさまようこととなった。筏は12日間漂流したあげく、他の船によって発見されたが、149名のうち生存者はわずか15名にすぎなかった。
当時のフランス政府はこの事件を当初ひた隠しにしたが、やがて人々の知るところとなり、12日間の漂流期間中、筏の上では殺人、食人を含む様々な非人間的行為が行われたことが明るみに出た。
ジェリコーはこの事件に大きな衝撃を受け、絵画化を決心した。完成した絵画は12日間漂流した筏がようやく停泊中の戦艦（白い布を振る人物の右腕の下にかすかに描かれている）を遠くに見つけ助けを求めて手を振りつつも、戦艦が遠ざかりつつあることに気づき絶望する場面を選択して描き出したものである。この後戦艦は筏に気づき救援に向かったが、希望と落胆、生と死が隣り合わせの極限状況に置かれた人間のドラマを描こうとしたジェリコーは実際に筏に乗っていた生存者の話を聞いた。それだけでなく、彼は病院へ行って瀕死の病人の肌をスケッチしたり、刑場で処刑された犯罪者の首をスケッチするなどして、リアリティを追求した。
この作品は、場面選択とそのあまりの凄惨な表現のためか政治的批判を暗喩していると思われ、当時のサロンで賛否両論を巻き起こした。しかしそれは芸術論ではなくもっぱら政治的立場からの議論であったと言われている。この作品はルーヴル美術館が買い取りに意欲を示したが、実際には作品の封印を意図した申し出であった。ルーヴル美術館は購入のあと、ジェリコーに買取料を支払わず、作品も展示することなく、倉庫の奥深くに隠した。この行為に失望したジェリコーは翌1820年、作品をルーヴル美術館から取り返してイギリスに渡り、同地で展示を行った。この事件と政治的かかわりのないイギリスにおいては、作品はおおむね好評をもって迎えられた。
ジェリコーの弁によると、「この作品はワインボトルのラベルと大差ない作品だ」「単なるイーゼル画だ」と嘆いていたといわれるが、それはこの作品の評価、ひいては人災がフランスから認められなかったことに対する自嘲的発言である。
後輩画家のドラクロワはこの作品で漂流者の1人（筏の帆の真下でうつぶせになっている男）のモデルを務めており、ドラクロワ自身によるこの部分の模写が残されている。
またジェリコーの早世に大きく嘆き悲しんだドラクロワは、この絵画に込められたジェリコーの創作意欲に大きく自身を奮い立たせ、代表作の一つである「キオス島の虐殺」を完成させた。

#### その他の代表作
- 突撃する近衛猟騎兵士官（英語版）（1812年）ルーヴル美術館
- 灰白色のアラビア馬（フランス語版）（1812年）ルーアン美術館
- 戦場から去る負傷した胸甲騎兵士官（英語版）（1814年）ルーヴル美術館
- 白馬の頭部（フランス語版）（1815年）ルーブル美術館
- 雌ライオンの頭（フランス語版）（1819年）ルーブル美術館
- エプソムの競馬（1821年）ルーヴル美術館
- 左官窯（フランス語版）（1821年～1822年）ルーブル美術館
- 窃盗偏執病者（英語版）（1822年）ヘント美術館
- 賭博偏執病者（英語版）（1822年）ルーブル美術館
- ねたみ偏執病者（英語版）（1822年）リヨン美術館

## 書籍
- 富永惣一解説『ファブリ世界名画集 86 ジェリコー』平凡社（1972年） . NCID BN0584057X
- 中原たか穂 著 漫画『ジェリコー 』(ダ・ヴィンチブックス)KADOKAWA（2021年）ISBN 978-4046809209